# Лебяжье (озеро, Екатеринбург)
Лебяжье (Утиное) — небольшое озеро на Урале, в городе Екатеринбурге, в Свердловской области, России. Расположено на самом севере города Екатеринбурга в пределах ЕКАДа у границы с городом-спутником Верхней Пышмой в нескольких метрах к юго-западу у пересечения улицы Берёзовской с ЕКАДом, от которого далее идёт шоссе к Верхней Пышме. Озеро немного вытянуто от ЕКАДа на юг вдоль улицы.
Через озеро Лебяжье течёт река Пышма. Она впадает в озеро на северо-западе и вытекает из него на юго-востоке.
Берега озера сильно заболочены, кое-где покрыты кустарником и небольшими рощами. По берегам водится много видов птиц. Дно озера илистое. Местные жители не жалуют озеро, считают его сточной канавой близлежащего завода «УГМК» и постоянно жалуются на вонь от его воды.